# Festiwal Chóralny „Cantate Domino”
Festiwal Chóralny „Cantate Domino” odbywa się w Krakowie od 2006 roku.

## Cele
- Prezentowanie religijnej literatury chóralnej
- Podwyższanie kwalifikacji dyrygentów dzięki uczestnictwu w seminarium teoretycznym poruszającym zagadnienia polskiej muzyki chóralnej
- Podnoszenie poziomu wykonawczego uczestniczących w festiwalu chórów
- Nawiązanie kontaktów między chórami.

## Historia
Festiwal odbywa się od 2006 roku.

### Edycje
- 20 maja 2006 - I Festiwal Chóralny Cantate Domino
- 19 maja 2007 - II Festiwal Chóralny Cantate Domino

## Organizatorzy
- Akademia Muzyczna w Krakowie:
  - Katedra Chóralistyki
  - Zakład Muzyki Kościelnej
- Komisja ds. Muzyki Kościelnej Archidiecezji Krakowskiej
- Związek Chórów Kościelnych „Caecilianum”

## Uczestnicy
Uczestnikami Festiwalu mogą być amatorskie zespoły chóralne,
Kwalifikacji do udziału w Festiwalu dokonuje Rada Artystyczna złożona z przedstawicieli organizatorów.
Zespoły są podzielone na następujące kategorie:
- Chóry dziecięce i młodzieżowe
- Chóry jednorodne - żeńskie i męskie
- Chóry mieszane
- Chóry parafialne

## Laureaci
Przyznawane są nagrody w każdej kategorii - I, II i III. Dla najlepszego zespołu przyznawane jest Grand Prix

### Grand Prix
- 2007: nie przyznano
- 2006: Akademicki Chór Politechniki Wrocławskiej - Dyr. Małgorzata Sapiecha-Muzioł